# Peursum

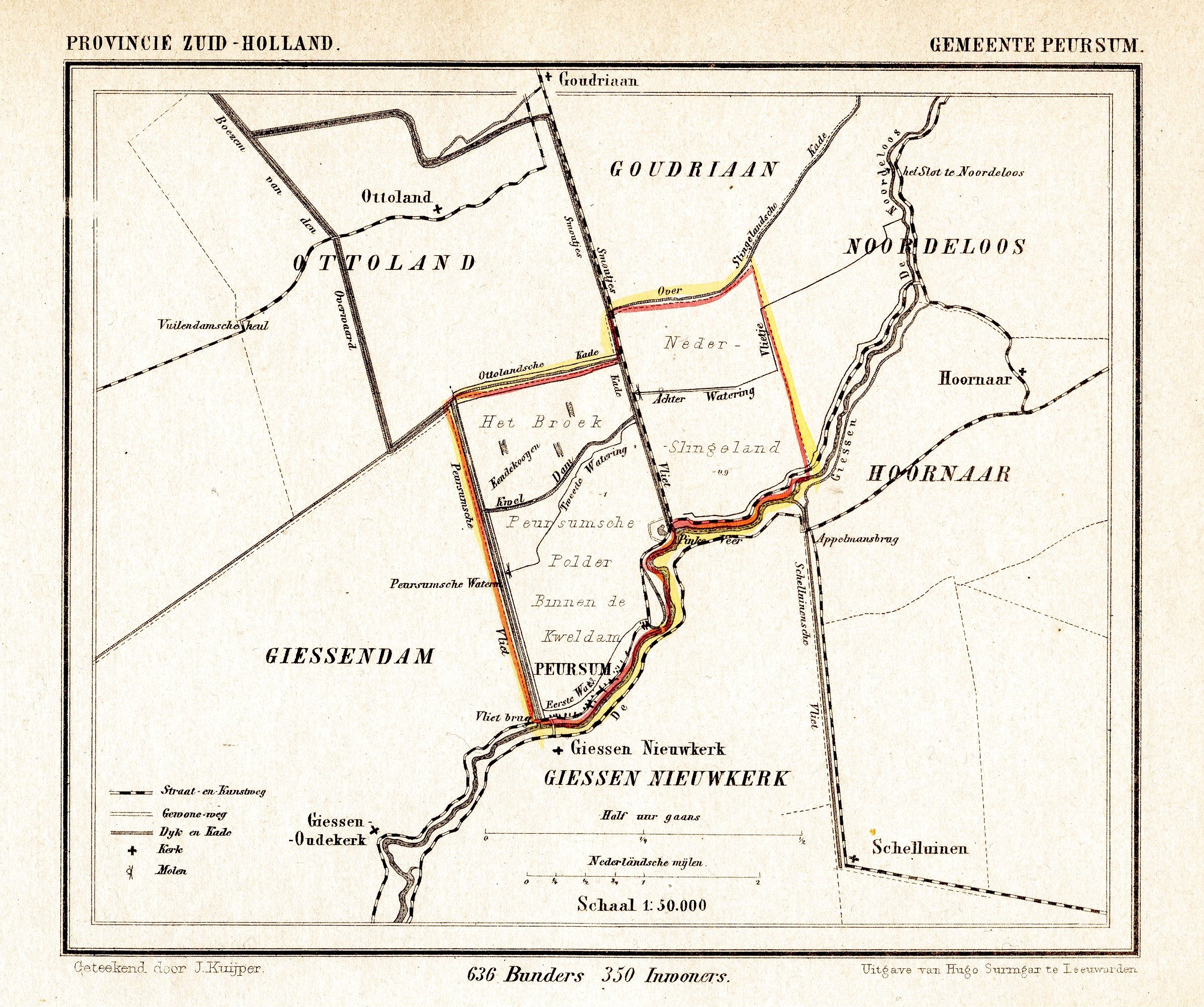
Kaart van de voormalige gemeente Peursum uit ca. 1865-1870.

Peursum is een buurtschap in de gemeente Molenlanden in de Nederlandse provincie Zuid-Holland. Het strekt zich in lintbebouwing uit langs de noordkant van de Giessen en heeft 265 inwoners (2008). De buurtschap ligt tegenover Giessen-Nieuwkerk, de dorpskom van Giessenburg, waarmee het met een brug verbonden is.
Tot 1956 was het een zelfstandige gemeente. Sinds 1857 omvatte deze naast de Peursumse polder ook het naburige Nederslingeland, dat toen verdween als gemeente. De fusiegemeente had toen 350 inwoners. Anders dan Peursum had Nederslingeland nauwelijks aaneengesloten bebouwing. In 1957 ging Peursum samen met de gemeente Giessen-Nieuwkerk en het dorp Giessen-Oudekerk (tot dan toe deel van de toen opgeheven gemeente Giessendam) op in de nieuwe gemeente Giessenburg. De gemeente Peursum had kort voor haar opheffing, in 1956, 411 inwoners. Sinds 1957 valt Peursum onder Giessenburg en is de plaatsnaam in onbruik geraakt.
De naam leeft voort in de Peursumseweg, die door de buurt heen loopt, in de Peursumse Vliet (die de Peursumse polder van de Polder van Giessen-Bovenkerk scheidt), de naam van de hervormde gemeente Giessen-Oudekerk en Peursum en in die van de voetbalclub VV Peursum, waarvan het voetbalveld echter in Giessen-Nieuwkerk ligt. Van 1986 tot 2019 hoorde Peursum, net als de rest van Giessenburg, bij de gemeente Giessenlanden.
De gemeente Giessenlanden werd door het Centraal Bureau voor de Statistiek (CBS) opgedeeld in 9 wijken (00 t/m 08), die elk weer onderverdeeld zijn in een aantal buurten. De kern van het voormalige Peursum behoort in die systematiek tot Wijk 00 (Kern Giessenburg), buurt 01; de 'kern' van Nederslingeland behoort tot Wijk 02 (Giessenburg-Oost), buurt 01, en het noordelijke poldergebied van beide buurten tot Wijk 03 (Verspreide huizen Giessenburg), Buurt 09 (Verspreide huizen ten noorden van De Giessen).